# Хаге (совместное сообщество)
Хаге (нем. Hage) — объединение общин в Германии, земля Нижняя Саксония, район Аурих. Резиденцией администрации союза общин является Хаге. Союз общин Хаге находится рядом с союзом общин Брокмерланд, одним из двух союзов общин в восточнофризском районе Аурих.
Площадь союза общин Хаге составляет 68,64 км². Здесь проживают 11 200 жителей, что соответствует плотности населения 163 человека на км². Таким образом, этот показатель союза общин немного выше среднего значения для Восточной Фризии (148,4) и немного ниже, чем в Нижней Саксонии (168), но явно ниже среднего по стране (около 230). Община союза Хагермарш является самой малонаселённой общиной Восточной Фризии.
По сравнению с другими восточнофризскими административными единицами, Хаге богат лесами. Леса располагаются в основном в общине Лютетсбург, но также в общинах Хаге и Берумбуре. В остальном союз общин характеризуется лесисто-болотистым ландшафтом и маршами.
Культурное наследие союза общин включает замок Лютетсбург и связанный с ним парк, замок Нордек и замок на воде Берум, а также самую высокую ветряную мельницу в Германии, высота которой составляет 30,8 м.

## Административное устройство
Союз общин Хаге состоит из следующих общин:
- Берумбур
- Лютетсбург
- Хаге
- Хагермарш
- Хальбемонд